# ミラクルTV大出動
『ミラクルTV大出動』（ミラクルテレビだいしゅつどう）は、1979年10月11日から1980年3月27日までTBSで放送されたドラマ形式のバラエティ番組である。放送時間は毎週木曜 19:00 - 19:30 (JST) 。
同時間帯はローカルセールス枠だったことから（現行のローカル枠とは別に設定）、毎日放送（MBS）のように系列局であってもこの番組を放送しなかった局や遅れネットで放送する局が多数存在した。

## 概要
『UFOセブン大冒険』『マジカル7大冒険』『少女探偵スーパーW』に続くドラマ路線バラエティの第4弾。この番組ではそれまで使われていたSF性を一切廃し、「ミラクルTV」という架空のテレビ局を舞台にした内容となっていた。また、局員役の出演者は、番組内番組にも別の役で出演していた。なお、この番組では『マジカル7』『スーパーW』で大場久美子とのコンビ主演だった榊原郁恵が『UFOセブン』以来の単独主演となり、さらに『UFOセブン』からのレギュラーだった荒井注がシリーズ最後の出演となった。

## 出演者

### レギュラー出演者
- 榊原郁恵
- 井上順
- 荒井注
- BIBI
- 高見知佳
- 川崎麻世
- レイジー
- 大橋恵里子
- ラビット関根（現・関根勤）
- 小林まさひろ

### ゲスト出演者
- 西城秀樹（第1回、第10回）
- 山口百恵（第1回）
- 野口五郎（第2回、第9回）
- 小柳ルミ子（第2回）
- 研ナオコ（第3回）
- 杉沢順（第3回）
- ピンク・レディー（第4回）
- 北野玲子（第4回）
- アン・ルイス（第5回）
- コンドルズ（第5回）
- 高田みづえ（第6回、第23回）
- 井上望（第6回、第16回）
- 大場久美子（第7回）
- 石野真子（第7回、第13回）
- 郷ひろみ（第8回、第12回）
- 桜田淳子（第9回、第16回）
- 新沼謙治（第11回）
- 五十嵐夕紀（第11回）
- 比企理恵（第12回）
- 倉田まり子（第13回）
- 桑江知子（第14回）
- 岩崎宏美（第15回）
- 狩人（第15回）
- 太田裕美（第17回）
- 相本久美子（第17回）
- 千葉まなみ（第18回）
- 川崎麻世（第18回）
- 沢田研二（第19回）
- 細川たかし（第20回）
- 渋谷哲平（第21回）
- 江藤博利（第14回、第22回）
- 中山圭子（第22回）
- 岩崎良美（第24回）
- 若人あきら（第24回）
- 和田アキ子（第25回）

## 番組タイトル
1. （不明）
2. 五郎・ルミ子もミラクルぞ!
3. 見るも語るも涙の貧乏所帯
4. 恐怖のドラキュラ劇場
5. 出現!キャバレータクシー
6. 夢をユメみて女子寮上を下への大騒ぎ
7. 郁恵・久美子・真子 水戸黄門で大暴れ
8. テニスでしごけ!スポーツ根性
9. 涙にくれるマッチ売りの少女
10. 相撲中継 土俵がまっぷたつ
11. 大騒動!焼きいも食べ過ぎスキーは楽し
12. 人気番組全員集合、ミラクル編
13. 光れ!初夢ニッポン珍中継
14. 遂に登場!長編コントラマ・愛のゆくえ
15. ショック!遂に判明!その後の浦島太郎
16. 体育部傷害事件、女刑事登場
17. 対決!早撃ちガンマンVS哀愁の保安官
18. 長編コントラマ・新坊っちゃん
19. えっ!あのジュリーが憤死!?
20. 修学旅行で旅館は大騒ぎ
21. きわめつけ大長編
22. 長編コントラマ・兄と妹
23. 早春の遊園地ロケ、プールサイド大追跡!
24. 映画特集・パロディー版地獄の黙示録ほか
25. 緊急事態!ジャムジャムカー爆発寸前!

## ネット局
特記の無い限り全て放送時間は木曜 19:00 - 19:30、同時ネット。
- TBS（制作局）
- 北海道放送[1]
- 青森テレビ：土曜 12:30 - 13:00[2]
- 秋田テレビ：金曜 19:30 - 19:30[3]
- 山形放送：金曜 17:00 - 17:30[4]
- 東北放送[5]
- 新潟放送[6]
- テレビ山梨[7]
- 静岡放送[7]
- 山陰放送[8]
- 山陽放送[9]
- 中国放送[10]
- テレビ山口：土曜 13:30 - 14:00[11]
- RKB毎日放送[12]
- 宮崎放送：日曜 17:00 - 17:30[13]
- 琉球放送：月曜 17:30 - 18:00[14]